# Ronkelsmyr
Ronkelsmyr är en våtmark eller myr i Hangvar och Lärbro socknar i Gotlands kommun på Gotland. På myrens västra del finns ett par vattenspeglar. Den ingår i Gothemån-Snoderåns kustområde och har en area på 0,0869 kvadratkilometer och ligger 32,6 meter över havet.

## Delavrinningsområde
Ronkelsmyr ingår i det delavrinningsområde (641026-166595) som SMHI kallar för Nedlagd mätstation. Medelhöjden är 36 meter över havet och ytan är 73,21 kvadratkilometer. Räknas de 4 delavrinningsområdena uppströms in blir den ackumulerade arean 153,65 kvadratkilometer. Delavrinningsområdets utflöde Ireå mynnar i havet. Delavrinningsområdet består mestadels av skog (43 %), öppen mark (12 %) och jordbruk (39 %). Avrinningsområdet har 0,09 kvadratkilometer vattenytor vilket ger avrinningsområdet en sjöprocent på 0,1 %.